# George Painter
George Duncan Painter OBE (5 de junho de 1914 - 8 de dezembro de 2005), conhecido como George D. Painter, foi um escritor britânico mais famoso como um biógrafo de Marcel Proust.

## Obras
- André Gide: A Critical Biography [2]
- The Road to Sinodun (poemas)   [2]
- André Gide: Marshlands and Prometheus Misbound (Tradução)   [2]
- Marcel Proust: Letters to His Mother (Tradução)   [2]
- Marcel Proust: A Biography (em dois volumes)   [2]
- William Caxton: A Biography
- The Vinland Map and the Tartar Relation (com R. A. Skelton e Thomas E. Marston)